# Сверхатом
Сверхатом — гипотетическая квазиатомная полупроводниковая гетероструктура. Состоит из сферического ядра одного полупроводникового материала размером 3—10 нм, селективно-легированного донорами, окружённого беспримесной матрицей из материала с меньшей шириной запрещённой зоны. Донорные электроны переходят из ядра в матрицу, а ядро в результате остаётся с положительным зарядом, который определяется количеством атомов-доноров {\displaystyle Z}. Величина {\displaystyle Z} может достигать нескольких десятков и определяется пределом растворимости примеси в материале ядра. Идея сверхатома была выдвинута Ватанабе в 1986 году. Конфигурация электронных уровней сверхатома может быть рассчитана с помощью уравнения Шрёдингера. Энергия ионизации сверхатома около 1 мэВ. Ионизированный сверхатом может быть использован в качестве счётчика одиночных электронов. На основе массивов сверхатомов возможно создание ячеек памяти.